# Deiregyne nonantzin
Deiregyne nonantzin là một loài thực vật có hoa trong họ Lan. Loài này được (R.González ex McVaugh) Catling mô tả khoa học đầu tiên năm 1989.